# Shōtōkan

Tora no maki – Die Tigerrolle, Symbol der Stilrichtung

Shōtōkan [ʃoːtoːkan] (jap. 松濤館 „Haus des Pinienrauschens“) ist eine Stilrichtung in der japanischen Kampfkunst Karate-dō.

## Merkmale des Stils
Der Shōtōkan-Stil ist die am weitesten verbreitete Stilrichtung im Karate-dō. Man unterscheidet hierbei zwischen dem sportlichen Zweig und der Kampfkunst. Charakteristisch für diese Stilrichtung ist ein tiefer Stand, der kraftvolle Bewegungen ermöglicht. Der tiefe Stand wird in erster Linie im Training der Grundschule Kihon und der Kata sowie in den Basisformen des Kumite (Kihon-Kumite) praktiziert. Dabei werden die Muskulatur und die Bänder stets gedehnt, um im Kampf eine hohe Reichweite zu erzielen. Im Kumite-Shiai und im Jiyu-Kumite steht der Karateka locker und um einiges höher. Hauptmerkmal des sportlichen Shōtōkan-Stils ist der Kampf in einer möglichst weiten Distanz zum Gegner (Sport-Kumite), wobei aber auch das Training des Nahkampfes in keiner Weise vernachlässigt wird. In der Kampfkunst hingegen wird möglichst die Distanz genommen, um mit dem ganzen Körper kämpfen zu können und Würfe wirksamer zu nutzen. Jede Shōtōkan-Technik kann entweder zum Angriff oder zur Verteidigung eingesetzt werden. Wendungen der Stände (japanisch 回り, mawari; Kommando: 回って!, Mawatte!) werden im Gegensatz zum z. B. Gōjū-Ryū oder Shitō-Ryū überwiegend vom hinteren Fuß initiiert. Ein paar wenige Schlag-, Stoß- und Blocktechniken im Shōtōkan unterscheiden sich von denen anderer Stilrichtungen nur unwesentlich anhand der Ausholbewegungen in der Grundform der Ausführung, wobei die Trefferflächen dieselben sind. Die Fußtritte unterscheiden sich von denen anderer Stilrichtungen nicht, wobei im Shōtōkan (sportlich) häufiger Fußtritte zum Kopf ausgeführt werden, in der Kampfkunst jedoch nicht.

## Geschichte
Funakoshi Gichin (1868–1957), geboren in Shuri auf Okinawa und ursprünglich als  Lehrer tätig, wird heute als Begründer des Shōtōkan-Karate angesehen. Sein Stil basiert auf Matsumuras Shōrin-Ryū. Shōtō war Funakoshis Künstlername und bedeutet Pinienrauschen – seine erste eigene Trainingshalle (1938 in Tōkyō errichtet) wurde aus diesem Grund Shōtōkan („Gebäude des Shōtō“) genannt. Diese Bezeichnung wurde später für seinen Karate-Stil übernommen. Funakoshis Zielsetzung war:
- Schulung von Geist, Charakter und innerer Einstellung. „Bevor du den Gegner besiegst, musst du dich selbst besiegen.“
- „Man kann sehr sehr lange trainieren, aber wenn man immer nur Hände und Füße bewegt und wie eine Marionette umherspringt, dann ist Karate nicht anders als Tanzen lernen. Man wird die Hauptsache verfehlen. Es wird so nicht gelingen, die Quintessenz des Karate-dō zu begreifen.“ – Funakoshi Gichin, J. Hyams (1979, 87)
- Wichtig war ihm außerdem auch der Selbstverteidigungsaspekt des Karate. Von Funakoshi stammt die im heutigen Wettkampf-Karate kaum mehr beachtete Maxime: „Im Karate gibt es keine erste Hand.“ (D. h. ein Karateka soll niemals, auch nicht präventiv, zuerst angreifen.)

Funakoshis dritter Sohn Yoshitaka Gigō entwickelte 1938–1945 als Hauptlehrer im Shōtōkan-Dōjō tiefere und längere Stellungen und ab 1943 Gohon-Kumite, Sanbon-Kumite und Ippon-Kumite. Insgesamt ein dynamischerer und kämpferischerer Stil. Außerdem den Mawashi-Geri, Yoko-Kekomi, Yoko-Keage, Ura-Mawashi-Geri und Fumi-Komi. Kase Taiji entwickelte zeitgleich als Schüler Yoshitakas den Ushiro-Geri und den Kaiten-Geri (japanisch 回天, kaiten, „Rückkehr in den Himmel“).
Professor Nakayama Masatoshi (1913–1987), Schüler von Funakoshi Gichin, studierte 1937–1946 unter anderem in China Kampfkünste. Er gründete 1949 an der Takushoku-Universität in Tokio mit Nishiyama und Takagi die Japan Karate Association (JKA) (jap.日本空手協会, Nihon Karate Kyōkai). Nakayama entwickelte das Jiyū-Kumite, welches später die Grundlage für den Wettkampf im Shōtōkan-Karate darstellte. Die spezielle Form des Kumite ermöglichte eine realistischere Kampfsimulation und eine gute Grundlage für die strategische Analyse, die auch zur Verbesserung der Selbsteinschätzung führte. Die korrekte Ausführung der Techniken wurde durch die Schiedsrichter kontrolliert. Nach dem Krieg war Nakayama Direktor der sportwissenschaftlichen Fakultät der Takushoku-Universität. So kam es erstmals zu einer wissenschaftlichen Aufarbeitung des Karate. Standardwerke wie das reich bebilderte „Dynamic Karate“ und die mehrbändige Buchserie „Karate-Perfekt“ entstanden. Außerdem fand eine sportwissenschaftliche Zusammenarbeit mit Okazaki Teruyuki (1931–2020) damals in der JKA, an der Universität von Long Island in New York statt. Wettkampfregeln wurden schließlich im Jahr 1951 an der Waseda-Universität mit Oshima entwickelt.
Mitglieder der JKA waren unter anderem Kase Taiji, Hirokazu Kanazawa, Enoeda Keinosuke, Tsuyama Katsunori, Shirai Hiroshi, Yahara Mikio, Kawasoe Masao, Tanaka Masahiko, Keigo Abe, Asai Tetsuhiko. Nach dem Tode Funakoshis spalteten sich dessen Anhänger in zwei Gruppen. Eine ist die Japan Karate Kyōkai, die andere die Shōtōkai von Egami Shigeru (1912–1981). Egami, ein Schüler Funakoshis und mehr Mystiker, lehnte Nakayamas Weg als zu sportlich ab und gründete 1958 das Shōtōkai-Karate. Shōtōkai-Karate veranstaltet keine Wettkämpfe. Die Katas sind mit den Shōtōkan-Katas weitgehend identisch. Nach der Abspaltung der JKA veränderte Egami sein Karatekonzept, das sich bisher an Funakoshi Yoshitakas Auffassung anlehnte, wobei er vom Aikidō, Taijiquan und Qigong beeinflusst wurde. Hier unterscheidet sich das Shōtōkai vom Karate der JKA unter Nakayama, die heute versucht zu ihren Wurzeln zurückzukehren.
Tsutomu Ohshima (geb. 1930), ein direkter Schüler von Gichin Funakoshi, gründete mit der Southern California Karate Association (SCKA) 1959 die erste Shotokan Karate Organisation in den USA. Mit wachsender Verbreitung wurde die Organisation in Shotokan Karate Of America (SKA) umbenannt.
Hirokazu Kanazawa (1931–2019) gründete 1974 mit den Meistern Asano Shiro, Miura Masuru, Nagai Akio, Kawasoe Masao und Koga Rikuta die Shōtōkan Karate International (SKI).
Professor Kase Taiji (1929–2004) gründete 1989 mit Meister Shirai Hiroshi die World Shōtōkan Karate Association (WKSA) in Mailand, die 1999 in die Shōtōkan-Ryū-Kase Ha Instructor Academy überging. Nach Nakayamas Tod konnte er sich mit der immer weiter um sich greifenden Versportlichung des Karate-dō innerhalb der JKA nicht mehr identifizieren.

## Verbände
Das Shōtōkan-Karate ist in zahlreichen unterschiedlichen Verbänden organisiert. So listet eine Internet-Plattform aus Berlin Anfang 2009 unter dem Stichwort „Karate-Szene“ weltweit 28, für Deutschland bundesweit 18 und für die Schweiz 11 Verbände auf, von denen ein Großteil dem Shōtōkan zuzuordnen ist oder Shōtōkan als eine von mehreren Stilrichtungen repräsentiert.
Bei der Organisation des Shōtōkan-Karate steht dem Bemühen zur Schaffung einheitlicher Strukturen auf nationaler, kontinentaler und globaler Ebene immer wieder die Tendenz zur Schaffung neuer Verbände für spezielle Schulen und Stilrichtungen entgegen, die sich in bestehenden Verbänden nicht ausreichend repräsentiert fühlen. So ist es beispielhaft in Deutschland auch in jüngerer Zeit zu Neugründungen gekommen, obwohl sich in den 1980er Jahren der Deutsche Karate Verband (DKV) erfolgreich als einheitlicher nationaler Fachverband für Karate unter dem Dach des damaligen Deutschen Sportbundes (DSB) etablieren konnte. Zusätzlich gründete Hideo Ochi 1993 den deutschen JKA-Ableger, der Deutsche JKA-Karate Bund (kurz DJKB). Der Auslöser für die Gründung des DJKB und die damit verbundene Abspaltung vom Deutschen Karate-Verband (DKV) waren Unstimmigkeiten der Mitglieder bezüglich der Auslegung der traditionellen Werte des Shōtōkan-Karate. In der DDR wurde Karate ungern gesehen und erst im Frühjahr 1989 unter dem Dach des Deutschen Judo-Verbandes offiziell zugelassen. Der finnischstämmige Trainer und Karateka Risto Kiiskilä baute Shōtōkan danach und vollends nach der Wende mit aus.
Parallel dazu bildeten international die 1970 gegründete World Union of Karate Do Organisations (WUKO) und die 1974 gegründete IAKF  International Amateur Karate Federation (die 1986 in ITKF umbenannt wurde) 1991 eine Konföderation, die 1993 vom Internationalen Olympischen Komitee (IOC) als einziger Weltverband für Karatesport anerkannt wurde als World Karate Federation (WKF) existiert. Die WKF ist auch Mitglied von Sportaccord (bis 2009 GAISF). Gleichwohl existieren auch andere international agierende Verbände, beispielsweise die 1978 in Tokio gegründete Shotokan Karate-Do International Federation (SKIF), die 1990 in Ferrara gegründete World Shotokan Karate-Do Association (WSKA) sowie als eine der jüngsten Neugründungen (1996 in Frankfurt) die World Karate Confederation (WKC).
Ein wesentlicher Grund für diese Vielfalt ist der latente Gegensatz zwischen einer eher an Herkunft und Traditionen ausgerichteten Zielsetzung einerseits und einer eher (Wettkampf-)sportorientierten Zielrichtung andererseits. Letztere führt zur Notwendigkeit der Schaffung einheitlicher Verbandsstrukturen, um als anerkannte Fachverbände unter dem Dach der allgemeinen nationalen (DSB bzw. DOSB) und internationalen Sportverbände (GAISF und IOC) agieren zu können und am Ende möglicherweise am wichtigsten Sportereignis der Gegenwart teilnehmen zu können, den Olympischen Sommerspielen.

## Kata
Im Shōtōkan werden folgende Kata trainiert:
- Taikyoku shodan (大極初段)
- Heian shodan (平安初段)
- Heian nidan (平安二段)
- Heian sandan (平安三段)
- Heian yondan (平安四段)
- Heian godan (平安五段)
- Tekki shodan (鉄騎初段)
- Tekki nidan (鉄騎二段)
- Tekki sandan (鉄騎三段)
- Ten no Kata (天の形)
- Bassai dai (抜塞大)
- Bassai shō (抜塞小)
- Empi (燕飛)
- Jion (慈恩)
- Hangetsu (半月)
- Kanku dai (観空大)
- Kanku shō  (観空小)
- Jitte (十手)
- Ji'in (慈蔭)
- Gankaku (岩鶴)
- Nijūshiho (二十四歩)
- Chinte (珍手)
- Sōchin (壮鎮)
- Wankan (王冠)
- Meikyō (明鏡)
- Gojūshiho dai (五十四歩大)
- Gojūshiho shō (五十四歩小)
- Unsu (ウンス)

Eine Übersicht der Kata verschiedener Stilrichtungen findet sich unter Kata (Karate).